# Ruhenstroth, Nevada
Ruhenstroth, Nevada (енгл. Ruhenstroth) насељено је место без административног статуса у америчкој савезној држави Невада.

## Демографија
По попису из 2010. године број становника је 1.293.
| Група             | 2000.    | 2010.         |
| Белци             | 0 (0,0%) | 1.153 (89,2%) |
| Афроамериканци    | 0 (0,0%) | 5 (0,4%)      |
| Азијати           | 0 (0,0%) | 9 (0,7%)      |
| Хиспаноамериканци | 0 (0,0%) | 88 (6,8%)     |
| Укупно            | 0        | 1.293         |